# إدوارد هورن
إدوارد هورن (بالإنجليزية: Edward Larkin Horne)‏ (22 أبريل 1835 - 5 فبراير 1908) هو كاهن أنجليكاني ولاعب كريكت بريطاني (وحمل سابقاً جنسية المملكة المتحدة لبريطانيا العظمى وأيرلندا).